# 林山 (嘉靖進士)
林山（1495年—？），字士仁，號連峰，福建福州府長樂縣人，民籍，明朝政治人物。

## 生平
嘉靖四年（1525年）乙酉科福建鄉試第六十名舉人。嘉靖八年（1529年）中式己丑科會試第二百六名，登第三甲第七十五名進士。授萬載知縣，擢户部主事，歷升郎中，十九年任徽州府知府，升廣東副使，以親老乞歸養，時年甫四十餘。

## 家族
曾祖林綬；祖父林日用；父林宗學，母陳氏。具庆下。弟林阜、林屺。